# Grigori Koltounov
Grigori Iakovlevitch Koltounov (Григорий Яковлевич Колтунов), né le 24 août 1907 (6 septembre dans le calendrier grégorien) à Odessa où il est mort le 24 juin 1999, est un écrivain soviétique, réalisateur, scénariste et dramaturge, artiste émérite de la république socialiste soviétique du Tadjikistan (1980) et d'Ukraine. Il était membre du PCUS depuis 1953.

## Biographie
Il naît à Odessa dans une famille juive assimilée dont le père, Iakov Ilitch, était ouvrier d'une boulangerie industrielle et jouait en amateur dans des spectacles folkloriques,. Le jeune Grigori apprend la musique et termine en 1930 la faculté de radio du conservatoire d'Odessa. Entre 1923 et 1929, il monte sur les planches de théâtres odessites. Il travaille comme directeur artistique des émissions de radio d'Enakievo et donne des cours de musique dans des écoles. Entre 1933 et 1945, Koltounov écrit des scénarios et est rédacteur pour les studios de cinéma d'Odessa, de Kiev et de Tbilissi. Au début de la Grande Guerre patriotique, il est directeur par intérim des studios de cinéma d'Odessa. C'est à lui que revient la charge d'évacuer les studios à Tachkent. Ensuite, il travaille pour les studios de Tbilissi, tout en faisant périodiquement des visites au front pour des tournages d'actualités militaires. En 1945-1947, il est directeur artistique du théâtre des miniatures d'Odessa.
Koltounov est l'auteur de scénarios de vulgarisation scientifique, de longs métrages et de dessins animés. Son scénario pour le film Le Quarante et unième de Grigori Tchoukhraï reçoit un prix spécial du jury du festival de Cannes 1957
Comme l'écrit sa fille Elena, son père a été privé trois fois de titres honorifiques en raison de ses principes. Suivant ses principes, il marque parfois son désaccord. Ainsi alors que son scénario pour Le Scientifique du peuple à propos de Lyssenko a été approuvé et que le film est déjà en production, Koltounov entend une conversation de Lyssenko avec un collègue subalterne, dans laquelle il « s'est révélé être une personne grossière et cruelle ». Aussitôt Koltounov rembourse les frais du studio. Dans le cas du film Le Professeur de musique sur le compositeur Nikolaï Lyssenko, on ajoute au générique à côté de son nom celui de quelqu'un d'autre.
Il meurt le 24 juin 1999.

## Vie privée
Il se marie avec Mirel Moïsseïevna Koltounova. Leur union dure soixante-neuf ans jusqu'à sa mort. Ils ont deux filles, Elena et Victoria.

## Filmographie

### Réalisateur
- 1935 — Ой пряду, пряду… Oh je file, je file... (film documentaire)
- 1935 — Орнамент Ornement (film documentaire)
- 1962 — Чёрная чайка La Mouette noire
- 1985 — Искушение Дон-Жуана La Tentation de Don Juan (avec Vassili Levine)

### Scénariste
- 1941 — С добрым утром Bonjour (avec Yakov Süsskind)
- 1942 — Превзошёл Dépassé (film d'animation)
- 1944 — Когда Геббельс не врёт Quand Goebbels ne ment pas (film documentaire)
- 1945 — В дальнем плавании Lointain voyage maritime
- 1945 — Золотая тропа Le Sentier d'or (avec T. Tcherkess, C. Pipinachvili)
- 1947 — Голубые дороги Les Routes bleues
- 1950 — Огни Баку Les Feux de Bakou (avec Iossif Kheifitz, Evgueni Pomechtchikov)
- 1950 — От 0 до 6 De 0 à 6 (film documentaire)
- 1951 — Высокая горка Le Haut Toboggan (film d'animation)
- 1952 — Максимка Maximka
- 1952 — Ошибка Наташи Никитиной La Faute de Natacha Nikitina (film documentaire)
- 1954 — Андриеш Andriech (avec Vadim Korostyliov, Sergueï Schwarzseud, Emilian Bucov)
- 1954 — Дети партизана Les Enfants du partisan
- 1954 — Командир корабля Le Commandant du navire (avec L. Zaïtsev, G. Skoulski)
- 1955 — Призраки покидают вершины Les Fantômes quittent les hauteurs (avec Érasme Karamian)
- 1955 — Юля-капризуля Julie la capricieuse (film d'animation)
- 1956 — Сорок первый Le Quarante et unième
- 1958 — ЧП — Чрезвычайное происшествие Urgence (avec V. Kalinine, D. Kouznetsov)
- 1959 — Зелёный фургон Le Fourgon vert
- 1959 — Неотправленное письмо La Lettre inachevée (avec Valeri Ossipov, Viktor Rozov)
- 1959 — Цветок на снегу La Fleur sur la neige (avec Gueorgui Guelovani, Chota Managadzé)
- 1960 — Месть La Vengeance (court métrage, d'après Tchekhov)
- 1961 — Кто самый сильный? Qui est le plus fort? (dessin animé)
- 1962 — Чёрная чайка La Mouette noire
- 1965 — Гадюка La Vipère
- 1968 — Последняя пядь Dernière palme (court métrage)
- 1969 — Тринадцать поручений Treize missions (au générique Grigori Tchelirenko)
- 1971 — Сказание о Рустаме La Légende de Roustam
- 1972 — Рустам и Сухраб Roustam et Soukhrab
- 1973 — Истоки Origines (avec Nikolaï Rojkov)
- 1976 — Сказание о Сиявуше La Légende de Siyavouch
- 1985 — Искушение Дон-Жуана La Tentation de Don Juan (avec Vassili Levine)

## Publications
- Колтунов Г., «Высокая горка» с.136-149, Фильмы-сказки. Сценарии рисованных фильмов. Выпуск 2. — М.: Госкиноиздат, 1952. — 184 pages — Тirage 45 000 exemplaires
- Колтунов Г. Я., Пятый грех. Записки полуинтеллигента. — Одесса: Одессакнига, 1998. — 272 pages.
- Колтунов Г. Я., Кинжал. — Одесса: Друк, 2009. — 259 pages[5]